# Miedwieżja Gora
Miedwieżja Gora (ros. Медвежья Гора, krl. Karhumäki, fiń. Karhumäki) – stacja kolejowa w miejscowości Miedwieżjegorsk, w rejonie miedwieżjegorskim, w Karelii, w Rosji. Położona jest na linii Wołchow - Murmańsk.
Budynkiem stacyjnym jest oryginalny, zabytkowy dworzec z czasów budowy linii (1916). Na stacji znajdują się lokomotywownia oraz niewielkie muzeum kolejnictwa.
Jest to stacja końcowa dla pociągów regionalnych z Pietrozawodska. W stronę północną w ruchu pasażerskim kursują jedynie pociągi dalekobieżne do Murmańska.

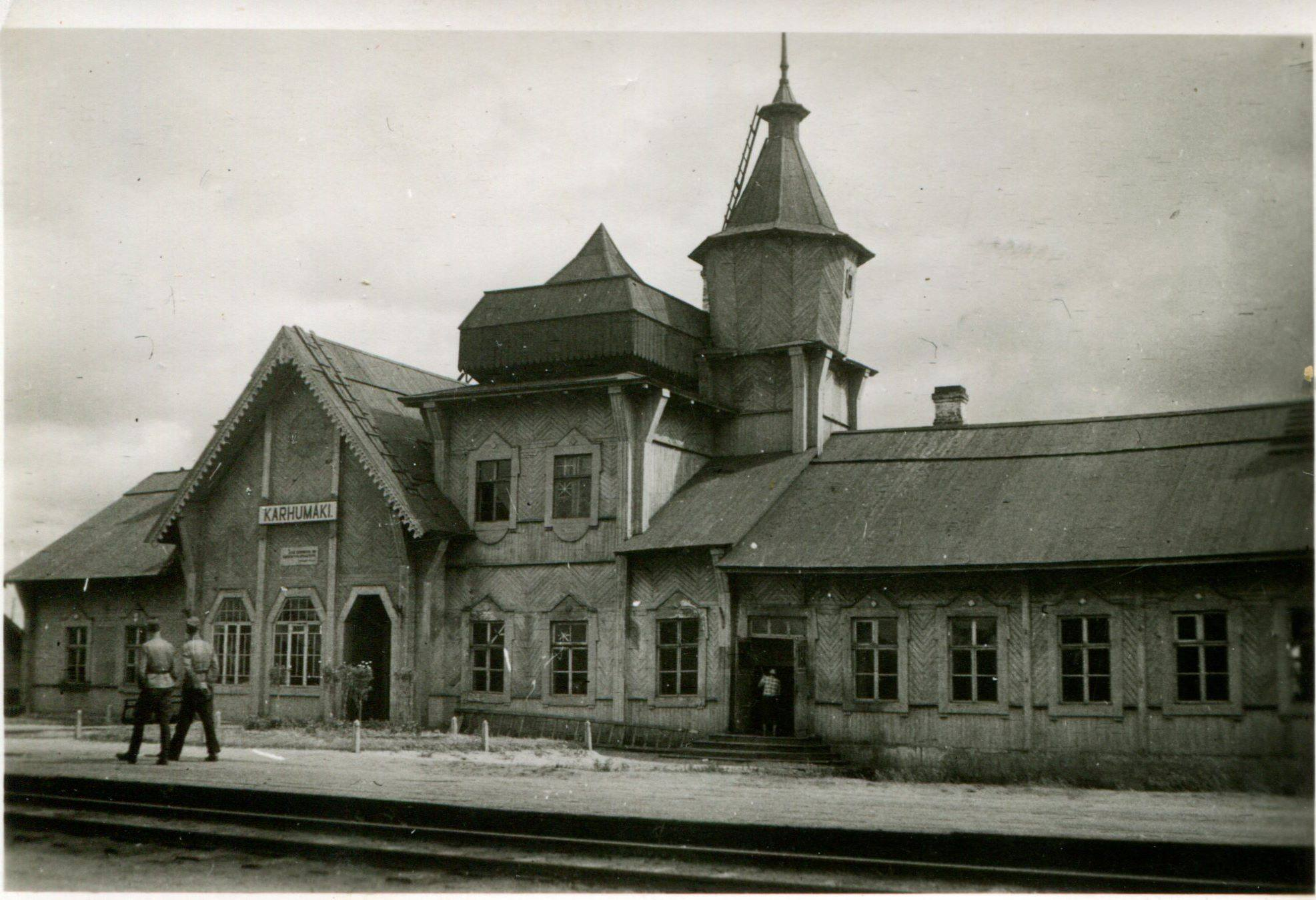
stacja w okresie okupacji fińskiej